# جربیل کهتر مصری
جربیل کِهتر مصری (نام علمی: Gerbillus gerbillus) نام یک گونه از زیرخانواده جربیل است.